# Смислов Віктор Вікторович
Віктор Вікторович Смисло́в (1909-1989) — інженер гідравліки й аеродинаміки родом із Чигиринщини. Від 1963 року — професор водопостачання і каналізації Київського будівельного інституту. Мав 38 друкованих праць з гідравліки і аеродинаміки.